# Protohelius tinkhami
Protohelius tinkhami är en tvåvingeart som beskrevs av Alexander 1938. Protohelius tinkhami ingår i släktet Protohelius och familjen småharkrankar. Inga underarter finns listade i Catalogue of Life.